# If I Had a Hammer
Cet article concerne la chanson populaire américaine de 1949. Pour le disque de Claude François, voir Si j'avais un marteau (EP).
If I Had a Hammer (The Hammer Song) est une chanson populaire américaine écrite en 1949 par Pete Seeger et Lee Hays. Elle fut enregistrée par The Weavers, le groupe folk de Seeger, Hays, Ronnie Gilbert et Fred Hellerman. Chanson contestataire, elle ne rencontre pas alors un succès particulier.

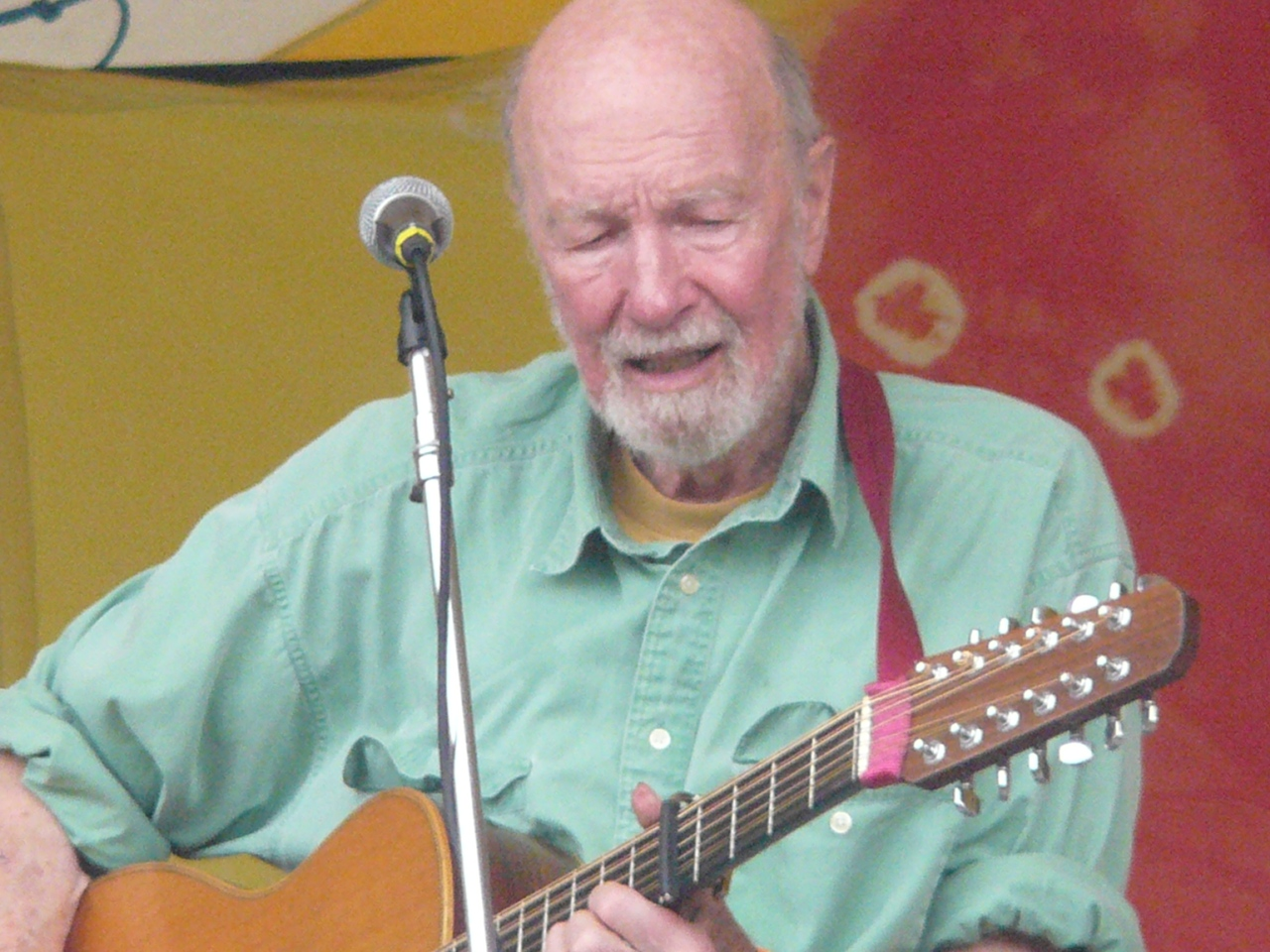
Pete Seeger au festival Clearwater en 2008.

Reprise en 1962 par Peter, Paul and Mary, elle se classe dans le Top 10 américain. Mais c'est la version de Trini Lopez en 1963 qui sera la plus célèbre. Disque d'or, no 3 aux États-Unis, elle se hisse à la première place dans 25 pays[source insuffisante].
La même année, elle est adaptée en français par Vline Buggy et Claude François (Si j'avais un marteau), et interprétée par ce dernier et par Les Surfs. Mais la version française a été purgée de sa composante contestataire et est devenue une chanson très consensuelle. Notamment, la traduction de « my brothers and sisters » en « mon père, ma mère, mes frères et mes sœurs » ne correspond pas à l'original, puisque brother et sister font partie du langage syndicaliste américain et signifient « camarades ».
La version italienne, Datemi un martello, interprétée par Rita Pavone sera un succès en Italie ainsi que dans certains pays d'Amérique du Sud.
Il en existe de nombreuses versions, notamment Odetta, Harry Belafonte, Sam Cooke, Billy Fury, Frank Alamo, The Seekers, Johnny Cash & June Carter, Aretha Franklin, etc.